# Distretto di La Unión (Junín)
Il distretto di La Unión  è uno dei  nove distretti della provincia di Tarma, in Perù. Si trova nella regione di Junín e si estende su una superficie di  140,.4 chilometri quadrati.